# Ratusz w Zamościu
Ratusz w Zamościu – manierystyczno-barokowy, główny budynek na zamojskim Starym Mieście. Znajduje się w północnej pierzei Rynku Wielkiego, po stronie zachodniej, jest nieco wysunięty do środka rynku. Posiada 52-metrową wieżę zegarową oraz szerokie, wachlarzowe schody.

## Historia
Budowę pierwszej formy ratusza rozpoczęto w roku 1591. Początkowo, jego frontowa elewacja nie była wysunięta do środka rynku, tak jak jedynie wieża, ale była na linii kamienic północnej pierzei rynku; ponadto podobnie jak kamienice, posiadał po tej stronie podcienia. Na początku XVII wieku (ok. 1605 r.) wieżę, której groziło zawalenie, umocniono dodatkowo solidnymi skarpami.
Większych zmian, opracowanych przez Jana Jaroszewicza i Jana Wolffa, dokonano podczas przebudowy w połowie XVII wieku (w latach 1639–1651) – został wówczas rozbudowany (na sąsiednich od wschodu i zachodu parcelach oraz do środka rynku) i podwyższony (dobudowano trzecią kondygnację), ozdobiono go attykami, małymi wieżyczkami w narożach oraz różnymi ornamentami w stylu manierystycznym. Jego wystrój uzupełniono łagodnymi pilastrami oraz pustymi niszami między oknami obu pięter i na attykach, również typowymi dla manieryzmu, z arkadą w formie muszli (poza niszami drugiego piętra). Oddzielony został ponadto od kamienic po stronie zachodniej – powstała tym samym obecna ulica Ratuszowa. Dzięki temu posiadał podcienia nie tylko od strony Rynku Wielkiego (od frontu), ale też po obu bokach. Podwyższono również jego wieżę, o kształcie typowym dla takich budynków z okresu renesansu, tj. z czterema bokami w dolnej części oraz ośmioma w górnej. Ratusz pełnił wówczas funkcję nie tylko urzędową, ale także handlową.
W II poł. XVIII wieku przeprowadzono kolejne zmiany w ratuszu. Wybudowano wówczas dzisiejsze wachlarzowe, dwuskrzydłowe schody (1767–1770), prowadzące do głównego wejścia z barokowym portalem na I piętrze (z XVII w., przeniesionego z parteru). Nieco wcześniej, od frontu dobudowano niewielki odwach (1758 r.), który znajdował się pod dzisiejszymi schodami i był połączony z ratuszem. Jego wieża została wzbogacona większym dachem hełmowym oraz zegarem, dodano nowe attyki, a w narożach umieszczono także małe hełmy.
W czasie zaborów, w I połowie XIX wieku, po przeniesieniu mieszczących się w nim urzędów i instytucji do nowego budynku w powstałej wówczas Nowej Osadzie, zamojski ratusz wykorzystano głównie na potrzeby wojskowe, co było związane z modernizacją i rozbudową miejskich fortyfikacji. Zmieniono go m.in. na więzienie, szpital i przebudowano podobnie jak wiele innych budynków w ówczesnym Zamościu w stylu klasycystycznym – zamurowane zostały podcienia, zniknęły attyki oraz dekoracje, zmieniono dach, przez co budynek utracił swój bogatszy wystrój na bardziej surowy (1823-25 r.). Dodatkowo, z tyłu ratusza (od strony Rynku Solnego), dobudowano inne więzienie (1822 r.), które w późniejszych latach (1854 r.) połączono z ratuszem wąskimi skrzydłami, co dało niewielki dziedziniec pośrodku. Dopiero w roku 1866, kiedy podjęto decyzję o nieprzydatności i likwidacji zamojskiej twierdzy, ratusz ponownie stał się siedzibą Rady Miejskiej i innych instytucji (m.in. sąd, policja, biblioteka).
W okresie międzywojennym (1937–1939) przeprowadzono gruntowną rekonstrukcję ratusza, którą kierował arch. Tadeusz Zaremba. Przywrócono wówczas jego świetniejszy, manierystyczno-barokowy wygląd z XVII wieku - ponownie ozdobiony attykami i licznymi dekoracjami. Po II wojnie światowej, podczas której zamojski ratusz nie uległ zniszczeniom, był nadal remontowany, również wewnątrz, m.in. rozebrano odwach pod schodami (lata 60.), odnowiono jego elewacje. W 1973 r. w całości przeniesiono tu magistrat. W latach 2005–2007, dzięki środkom unijnym (w ramach ZPORR), ratusz wraz z oficyną (dawnym więzieniem dobudowanym od strony Rynku Solnego w XIX w.) został objęty kolejnymi pracami remontowymi (szczególnie oficyna, w której od 2011 r. można zwiedzać podziemną trasę turystyczną), dokończonymi ostatecznie w roku 2010, kiedy przywrócono okazalszą formę frontowej elewacji ratusza, wachlarzowych schodów oraz jego wieży (dzięki unijnemu wsparciu finansowemu w ramach RPO woj. lubelskiego).
Przy wejściu do ratusza, do którego prowadzą wspomniane schody, znajduje się tarcza z herbem miasta – mieści się na niej św. Tomasz Apostoł z tarczą, na której widać trzy włócznie (nad wejściem), druga tarcza z Krzyżem Grunwaldu III klasy (po prawej stronie) oraz tablica upamiętniająca wpisanie w 1992 r. zamojskiego Starego Miasta na listę światowego dziedzictwa Kultury UNESCO (po lewej stronie). Na schodach, od strony Rynku Wielkiego, nad środkową arkadą, jest także kartusz herbowy II ordynata, Tomasza Zamoyskiego (pochodzący z okresu jego panowania, tj. I poł. XVII w.), który umieszczono tu w roku 1937.
Na wieży ratusza codziennie (w sezonie) o godzinie 12.00 jest odgrywany zamojski hejnał, ale tylko w trzy strony świata – poza zachodnią, ponieważ według legendy założyciel miasta, hetman Jan Zamoyski, zakazał grać trębaczowi w kierunku Krakowa, czyli ówczesnej siedziby króla Zygmunta III Wazy, którego planów hetman nie popierał.
Obecnie mieszczą się tu: Urząd Miasta Zamość (ratusz i oficyna), Straż Miejska oraz Zamojskie Centrum Informacji Turystycznej i Historycznej z Galerią Fotografii "Ratusz". Ratusz ten uchodzi za symbol Zamościa.

## Galeria

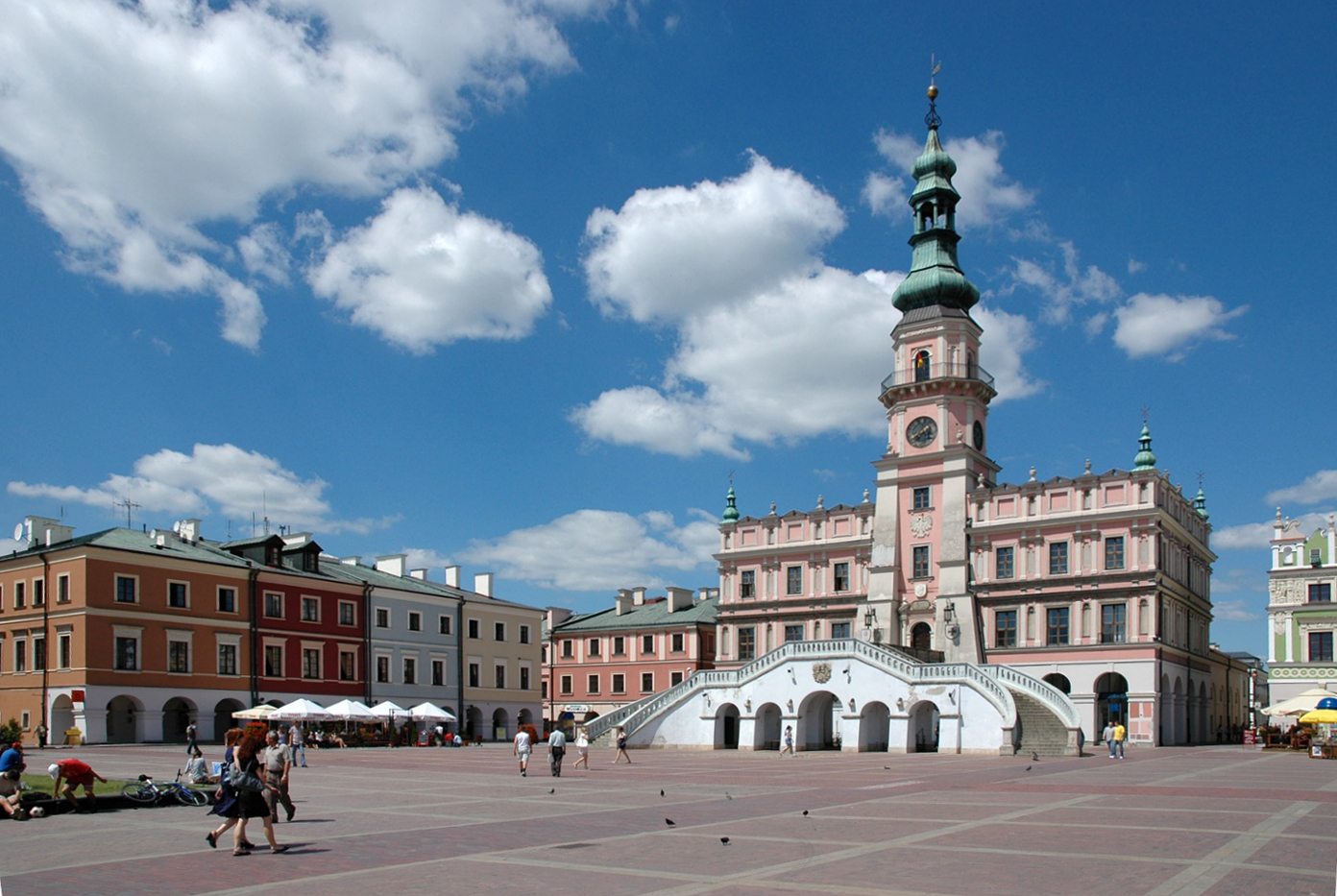
Ratusz w Zamościu
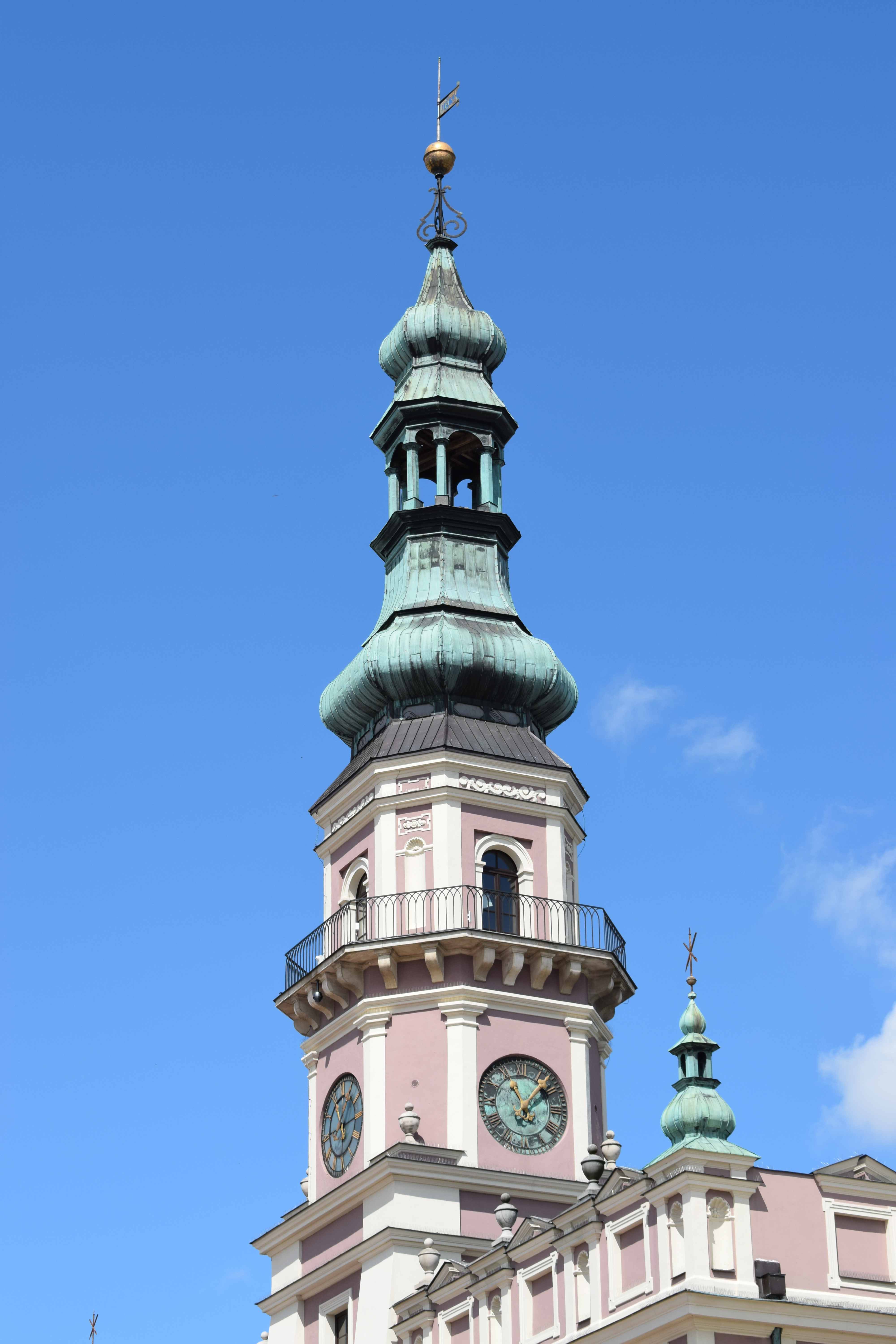
Wieża zegarowa (2016)
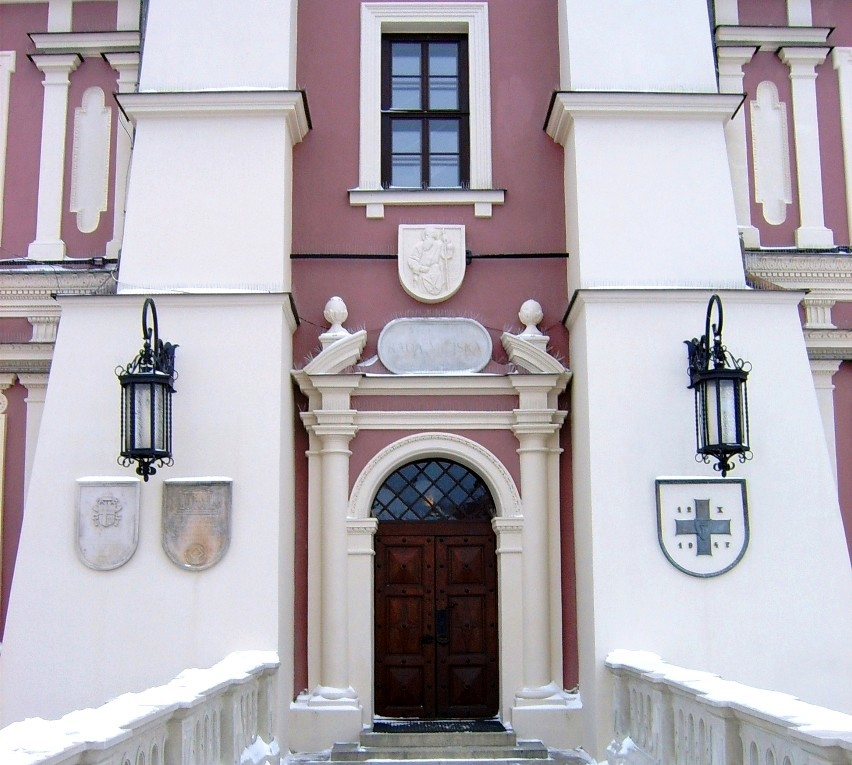
Portal wejściowy do ratusza pomiędzy skarpami wieży
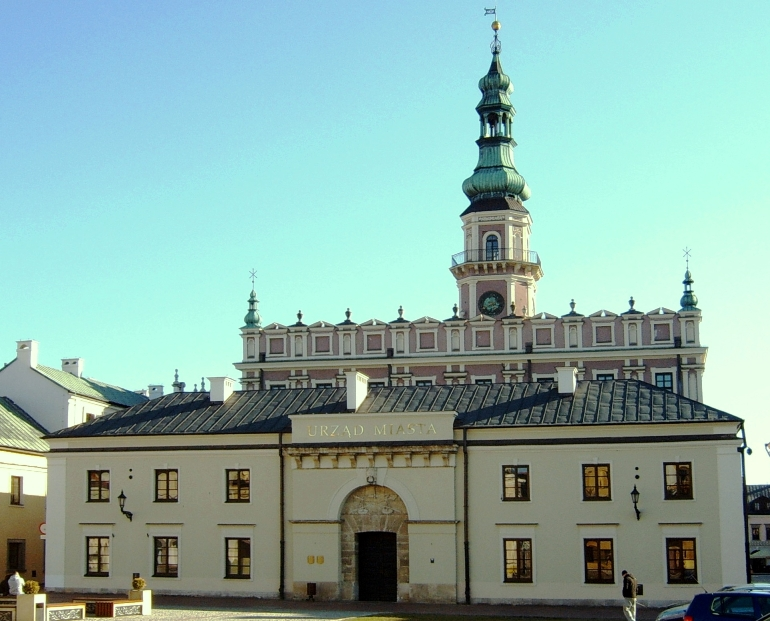
Ratusz wraz z oficyną (widok od północy, od Rynku Solnego)
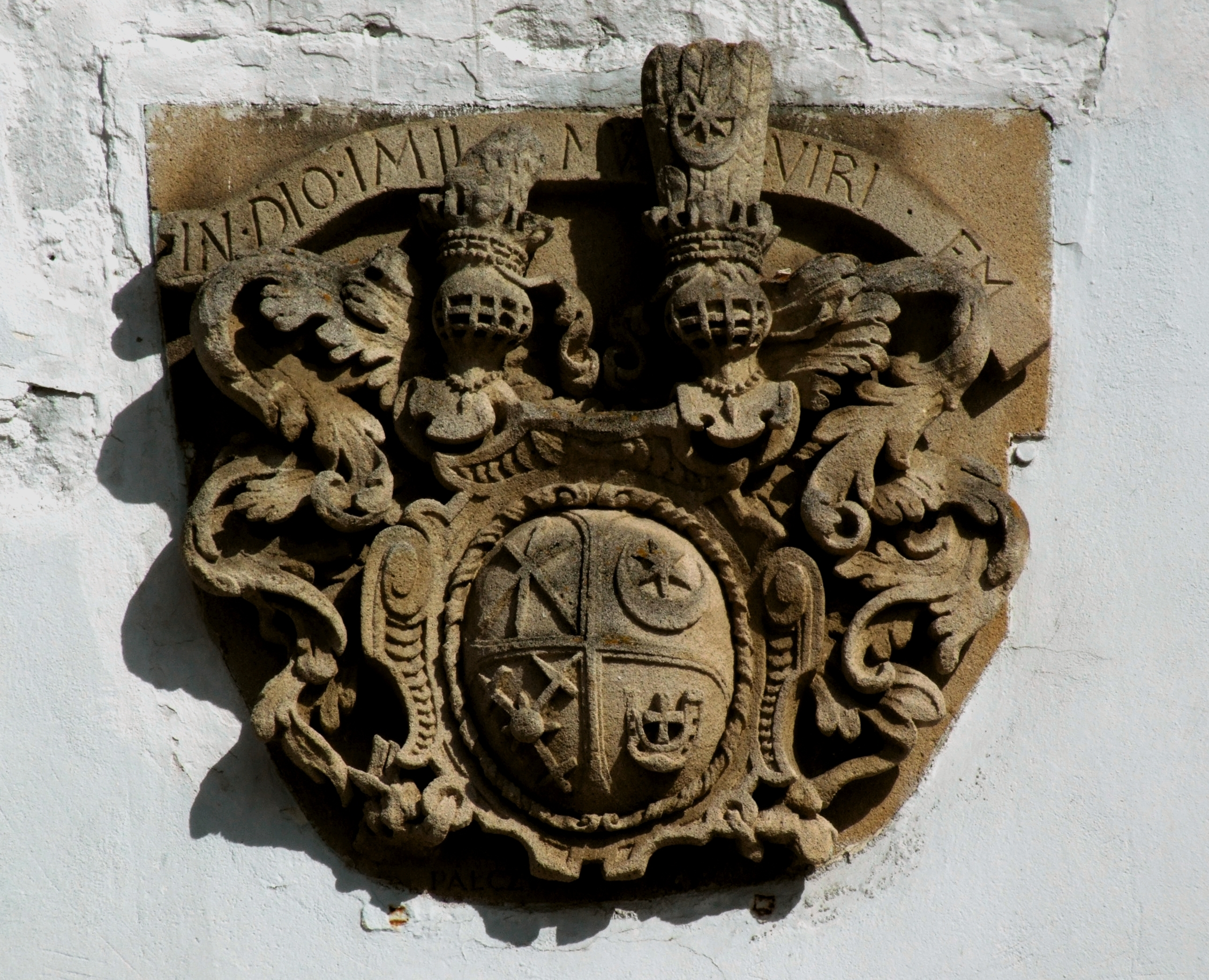
Kartusz herbowy na schodach
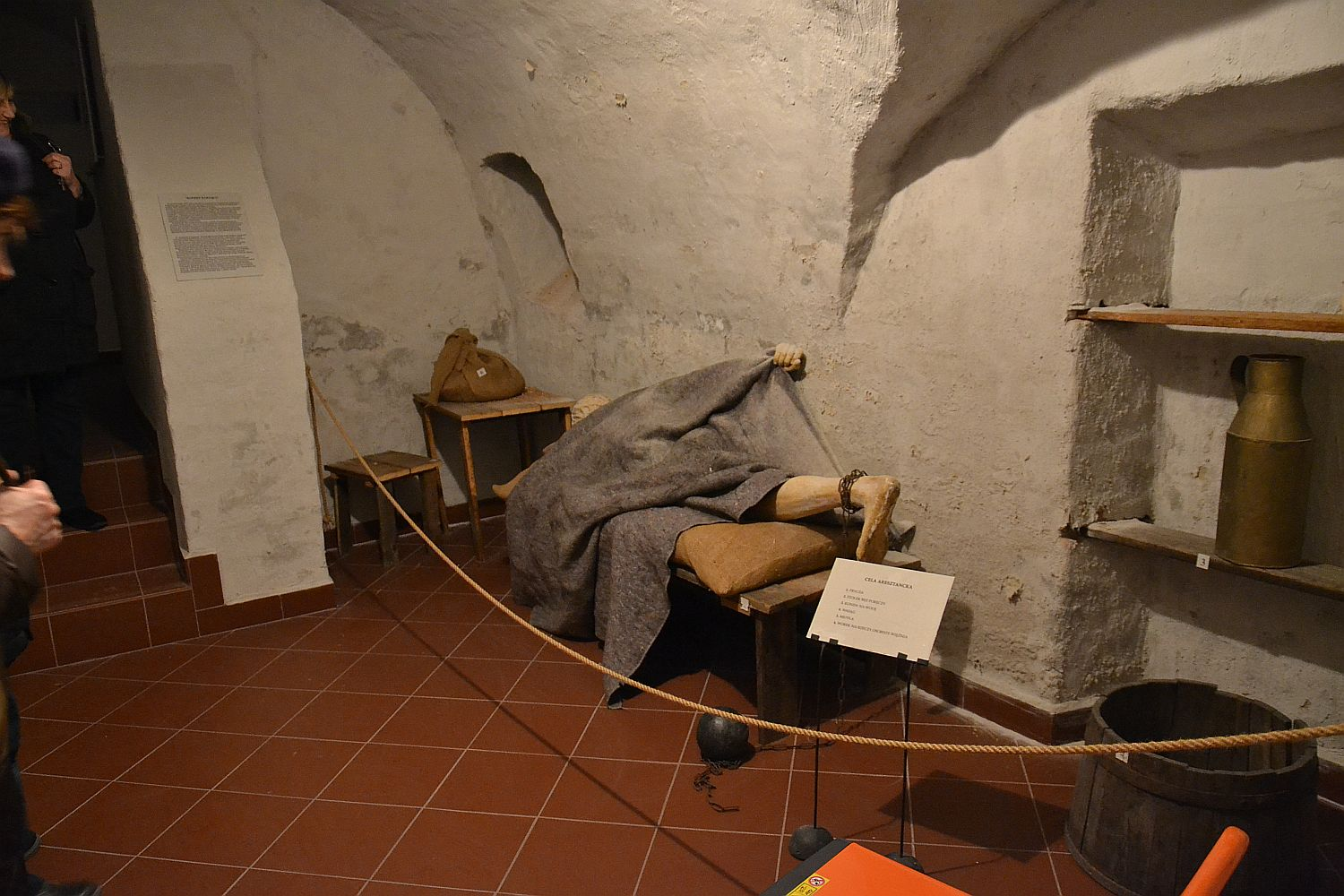
Trasa turystyczna w podziemiach ratusza – areszt (2015)
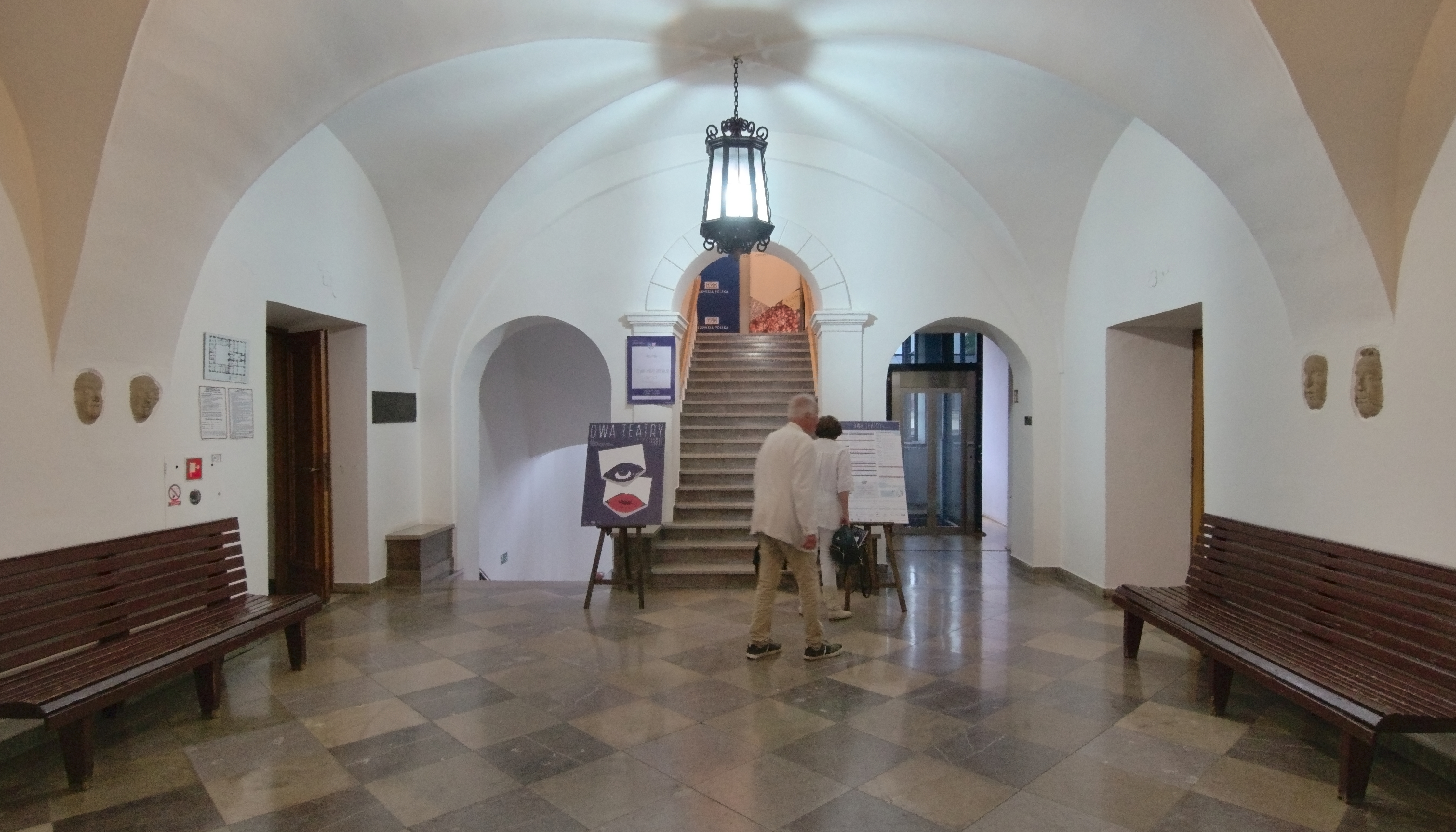
Hol (2023)